# Уттара-рама-чарита
«Уттара-рама-чарита» (санскр. Uttara-râma-carita = «дальнейшие подвиги Рамы») — знаменитая индийская драма поэта VIII века Бхавабхути. Поэтическое сказание имеет романтический оттенок и, по оценке немецкого санскритолога Л. фон Шредера, во многих отношениях замечательно напоминает шекспировские драмы. В семи актах представлены приключения Рамы (героя «Рамаяны») и его жены Ситы после победы над похитителем Ситы, демоном Раваной, и возвращения супругов на родину в город Айодхью.

## Сюжет
Народ Айодхьи не верит, что Сита в неволе у Раваны сохранила верность своему супругу, и требует её изгнания. Рама должен подчиниться воле своих подданных. В изгнании Сита рождает двух сыновей. Река Ганг и богиня земли берут их у матери и отдают на воспитание мудрецу-поэту, автору «Рамаяны», Вальмики.
В глуши лесов дети вырастают в героев-юношей, зная о подвигах Рамы со слов своего воспитателя, которого считают своим отцом. Сита, разлучённая с мужем и детьми, живёт одна, в глуши, утешаемая и поддерживаемая дружественными божествами, которые сделали её невидимкой.
Случай приводит Раму в место пребывания Ситы, где когда-то супруги жили вместе. Под напором чувств и воспоминаний Рама теряет сознание. Сита, невидимая ему, берёт одной рукой руку мужа, а другую кладёт ему на лоб. Прикосновение Ситы заставляет его очнуться, он чувствует её близость, зовет её, но не может видеть. Происходит трогательная и поэтическая сцена.
В одной из дальнейших сцен изображается встреча сыновей Рамы с отцом, перед которым они преклоняют колени, услышав, что это их любимый и чтимый герой, о подвигах которого они знали со слов Вальмики. Рама же поражён их геройской и царственной внешностью.
В последнем акте Лакшмана, друг Рамы, по поручению Вальмики театрально изображает перед ним судьбу Ситы, которая является перед ним воочию, поддерживаемая богиней земли и рекой Гангом. Сцена заканчивается полным оправданием Ситы из уст богов; народ преклоняется перед страдалицей; Вальмики является с обоими сыновьями Рамы, которых и Сита получает возможность обнять в первый раз.
Драма заканчивается прекрасным заключительным словом самого Рамы.

## Издания
- 1831 — Калькутта;
- 1862 — там же, с комментарием Премачандры Таркавагиши;
- 1881 — там же, с комментарием Дживананды Видьясагары;
- 1895 — «Uttara Râmacarita», с комментарием, словарем, предисловием и англ. переводом (Нагпур, 1895, и Бомбей, 1899).[1]

## Переводы
- Английский, белыми стихами, Гораса Вильсона (Калькутта, 1826, вып. IV. «Select Specimens of the Theatre of the Hindus»),
- Английский, более близкий — профессора С. H. Tawney[англ.],
- Французский — F. Nève[англ.], «Le Dénouement de l’Histoire de Râma», с предисловием (Париж — Брюссель, 1880).[1]